# Harvey Postlethwaite
Harvey Postlethwaite (Londres, 4 de marzo de 1944-Barcelona, 15 de abril de 1999) fue un ingeniero británico y director técnico de varios equipos de Fórmula 1 durante las décadas de 1970, 1980 y 1990.

## Inicios
Después de dejar la Real Escuela Masónica para Niños, Harvey Postlethwaite asistió a la Universidad de Birmingham, Inglaterra, para estudiar ingeniería mecánica y se graduó, con una licenciatura y luego un doctorado, durante la década de 1960. Fue un gran seguidor de los deportes de motor, compitiendo en un Mallock de forma amateur durante un tiempo. Después de graduarse, Postlethwaite se unió a ICI como científico investigador, pero aburrido por esto, pronto comenzó a seguir una carrera como ingeniero de autos de carrera, y se unió a March en 1970, cuando solamente tenía 26 años. Postlethwaite trabajó en los monoplazas de Fórmula 2 y Fórmula 3 de la incipiente compañía, pero fue atraído para unirse al equipo de Fórmula 1 de Hesketh, que era un cliente de March.

## Fórmula 1
Trabajando para modificar y mejorar el chasis 731 de Hesketh, Postlethwaite elevó al equipo a una seria competencia y al año siguiente diseñó el monoplaza del equipo desde cero. El Hesketh 308 de Postlethwaite de 1974 aseguró varios puestos en el podio. Al año siguiente, desarrolló aún más la inusual suspensión de resortes de goma y vio a su creación obtener la victoria en el Gran Premio de los Países Bajos en manos de James Hunt.

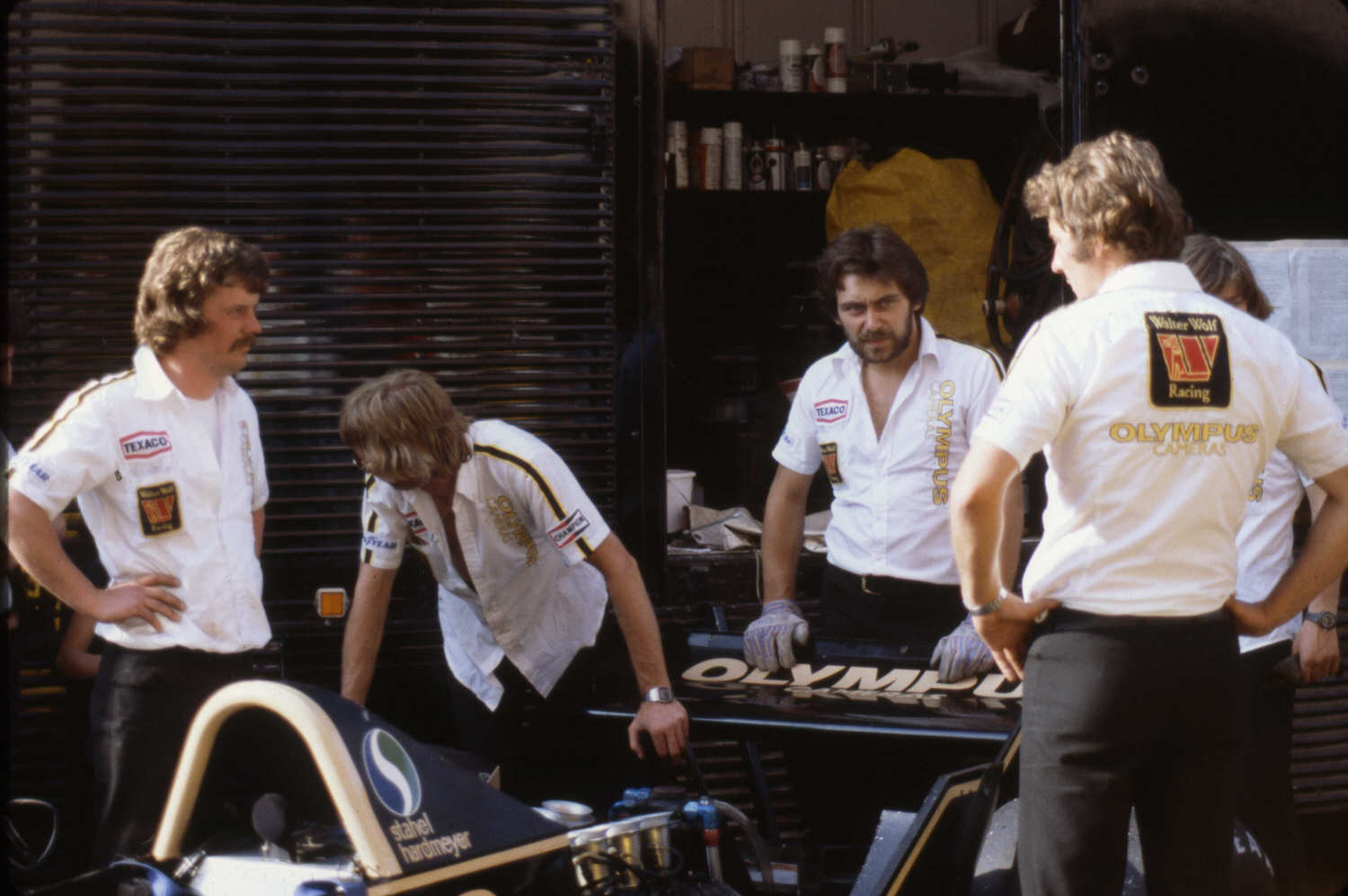
Postlethwaite (de espaldas) junto a otros miembros del equipo Wolf, en 1979.

En 1976, Lord Hesketh ya no podía permitirse el lujo de dirigir el equipo y se vendió. Postlethwaite fue con sus monoplazas a la recién fundada Wolf-Williams Racing, encabezada por Walter Wolf y Frank Williams, pero los resultados fueron malos y los propietarios pronto se separaron. Postlethwaite se quedó con Wolf, diseñando el WR1 para 1977.
El éxito fue inmediato con Jody Scheckter obteniendo la victoria en la carrera inaugural de la temporada. Siguieron dos victorias más y varios podios y Scheckter finalmente terminó segundo en el campeonato de pilotos.
Aunque Postlethwaite permaneció con el equipo hasta 1979, nunca repetirían su éxito de 1977. Cuando Walter Wolf cerró el equipo a fines de 1979, se transfirió, junto con los monoplazas Wolf y el piloto Keke Rosberg, al equipo Fittipaldi Automotive. Produjo un nuevo diseño, el F8, para la segunda mitad de 1980, pero se fue para unirse a Ferrari a principios de 1981. En ese momento, el equipo italiano estaba considerado entre los mejores constructores de motores en el deporte, pero entre los peores diseñadores de chasis. Postlethwaite fue seleccionado personalmente por Enzo Ferrari para rectificar este problema y al año siguiente todo estaba listo para el éxito.
El Ferrari 126C2 de 1982 se llevó el título de Constructores a pesar de varios contratiempos graves, incluido el accidente de práctica en Zolder que se cobró la vida de Gilles Villeneuve. A pesar de la pérdida de su inspirador piloto canadiense, el diseño actualizado de Postlethwaite, el 126C2B, volvió a ganar el título de Constructores en 1983.
Postlethwaite permaneció en Ferrari hasta 1987. Después de 1983, sus autos obtuvieron varias victorias más, pero no pudieron competir con McLaren y Williams por la victoria del título. Finalmente fue reemplazado por John Barnard y se mudó a Tyrrell, donde trabajó durante cuatro años. Durante su mandato como director técnico, los resultados de Tyrrell mejoraron notablemente, culminando en la apertura de la temporada de 1990 en Phoenix, donde Jean Alesi pudo desafiar al McLaren de Ayrton Senna por la victoria y terminó segundo en un Tyrrell 018. Alesi repitió la hazaña en la novela 019 de Postlethwaite, el primero de los autos de Fórmula 1 de 'nariz alta', en Mónaco. En el lanzamiento del automóvil, Postlethwaite demostró la integridad estructural de su inusual 'ala de gaviota' delantera al pararse sobre él. Mientras estuvo en Tyrrell, Postlethwaite empleó a Mike Gascoyne, quien se convirtió en su asistente y protegido.
En 1991, Postlethwaite fue fichado como director técnico del equipo Sauber que planeaba ingresar a la Fórmula 1 en 1993. Llevando a Gascoyne con él, Postlethwaite se mudó a Suiza y diseñó el primer monoplaza del equipo. A pesar de dejar Sauber antes del comienzo de 1993, el automóvil del diseñador tuvo un éxito considerable en manos de JJ Lehto y Karl Wendlinger, que anotó puntos regularmente.
Postlethwaite regresó a Tyrrell en 1994, donde permaneció hasta 1998, cuando el equipo fue vendido para convertirse en British American Racing. Aunque a fines de la década de 1980 y 1990, Tyrrell era un equipo pequeño y en gran parte poco competitivo, el diseñador siguió siendo muy respetado dentro del deporte y fue contratado como director técnico del fallido proyecto interno Honda F1 en 1999. Aunque Honda no se había comprometido a correr en la Fórmula 1, el proyecto produjo un monoplaza de evaluación, diseñado por Postlethwaite y construido por Dallara, y fue durante la prueba de este monoplaza en Barcelona que Postlethwaite sufrió un infarto fatal. Posteriormente, el proyecto se suspendió, aunque Honda comenzó a suministrar motores nuevamente a partir de la temporada 2000 y finalmente se hizo cargo del equipo BAR para 2006.